# Actinobolus degallieri
Actinobolus degallieri är en skalbaggsart som beskrevs av Roger Paul Dechambre och Lumaret 1986. Actinobolus degallieri ingår i släktet Actinobolus och familjen Dynastidae. Inga underarter finns listade i Catalogue of Life.